# Pseudoceros monostichos
Espèce
Pseudoceros monostichos  une espèce de vers plats polyclades marins du genre Pseudoceros et de la famille des Pseudocerotidae.

## Description
Cette espèce mesure jusqu'à 5 cm. Le corps est ovale et allongé.
Les pseudo-tentacules sont bien déterminés sur la partie antérieure, formés chacun par un pli du bord externe du corps. Le pharynx est formé de plis élaborés. L'espèce  présente un unique organe reproducteur mâle.
La livrée peut varier d'un individu à l'autre notamment au niveau de la densité des "alvéoles" mais globalement elle se caractérise par une teinte de fond variant du crème au blanc, avec un nombre variable d'alvéoles (d'aucune à multiples) dans les tons bleus. 
Une fine ligne médiane brune traverse en partie le corps de manière longitudinale sans atteindre le bord postérieur. Un liseré en bordure périphérique bleu à violet cerne le corps. La face ventrale reprend les mêmes coloris que la face dorsale.

## Écologie et comportement

### Éthologie
Ce ver plat est benthique et diurne ; il se déplace à vue sans crainte d'être pris pour une proie.

### Alimentation
Pseudoceros monostichos se nourrit exclusivement d'ascidies coloniales.

## Habitat et répartition

### Répartition
Cette espèce se rencontre dans la zone tropicale indo-pacifique, de l'archipel des Maldives  à l'Australie.

### Habitat
Son habitat est la zone récifale externe sur les sommets ou sur les pentes.

## Systématique
Le nom valide complet (avec auteur) de ce taxon est Pseudoceros monostichos Newman & Cannon, 1994.

### Étymologie
L’épithète monostichos provient du latin mono, unique et stichos, ligne, en référence à sa fine bande médiane caractéristique.

### Publication originale
1. 1 2 3  
(en) Leslie Newman et Lester Cannon, « Pseudoceros and Pseudobiceros (Platyhelminthes, Polycladida, Pseudocerotidae) from eastern Australia and Papua New Guinea », Memoirs of the Queensland Museum, vol. 37, no 1,‎ 1994, p. 205-266 (lire en ligne)